# 鄒德淇
鄒德淇（1601年—1650年），字汝成，號次竹，江西吉安府安福縣人，明朝政治人物，賜特用進士出身。鄒守益之孫。

## 生平
崇禎三年（1630年）庚午科江西鄉試舉人，四年辛未科會試乙榜，七年甲戌科會試再中乙榜，选授陕西郿县知县，九年調鳳翔知縣，十一年升廣東羅定知州，教化變俗，有政聲，次年升廣西平樂府知府，十四年升廣東羅定兵备佥事。十五年（1642年）壬午科賜特用出身，